# Нові Дарковичі
Нові Дарковичі (рос. Новые Дарковичи) — селище в Брянському районі Брянської області Російської Федерації.
Населення становить 1900 осіб. Входить до складу муніципального утворення Новодарковицьке сільське поселення.

## Історія
Від 2005 року входить до складу муніципального утворення Новодарковицьке сільське поселення.

## Населення
| 2010 | 2012  | 2013  |
| ---- | ----- | ----- |
| 1871 | ↗1893 | ↗1900 |